# Sylvester Igboun
Sylvester Emeka Igboun, meglio noto come Sly (Lagos, 8 settembre 1990), è un ex calciatore nigeriano, di ruolo attaccante.

## Caratteristiche tecniche
Detta i tempi delle azioni da compiere, è molto agile e veloce con il pallone tra i piedi.

## Carriera

### Club
Ha esordito nel 2009 col Midtjylland. Nel settembre 2022 ha firmato un contratto biennale con il NorthEast United, club militante nella Indian Super League. Il 20 ottobre ha fatto il suo debutto per il club contro l'East Bengal, sostituendo Michael Jakobsen al 71'. La partita si è conclusa con una sconfitta per 3-1. Tre giorni dopo ha lasciato il club a causa delle scarse strutture e sistemazioni fornite dalla squadra.

## Statistiche

### Presenze e reti nei club
| Stagione            | Squadra             | Campionato          | Campionato | Campionato | Coppe nazionali | Coppe nazionali | Coppe nazionali | Coppe continentali | Coppe continentali | Coppe continentali | Altre coppe | Altre coppe | Altre coppe | Totale | Totale |
| Stagione            | Squadra             | Comp                | Pres       | Reti       | Comp            | Pres            | Reti            | Comp               | Pres               | Reti               | Comp        | Pres        | Reti        | Pres   | Reti   |
| ------------------- | ------------------- | ------------------- | ---------- | ---------- | --------------- | --------------- | --------------- | ------------------ | ------------------ | ------------------ | ----------- | ----------- | ----------- | ------ | ------ |
| lug.-set.2019       | Ufa                 | PL                  | 6          | 2          | KR              | 0               | 0               | -                  | -                  | -                  | -           | -           | -           | 6      | 2      |
| set.2019-2020       | Dinamo Mosca        | PL                  | 20         | 2          | KR              | 1               | 0               | -                  | -                  | -                  | -           | -           | -           | 21     | 2      |
| 2020-2021           | Dinamo Mosca        | PL                  | 17         | 1          | KR              | 2               | 0               | UEL                | 1                  | 0                  | -           | -           | -           | 20     | 1      |
| 2021-feb.2022       | Dinamo Mosca        | PL                  | 10         | 0          | KR              | 2               | 1               | -                  | -                  | -                  | -           | -           | -           | 12     | 1      |
| Totale Dinamo Mosca | Totale Dinamo Mosca | Totale Dinamo Mosca | 47         | 3          |                 | 5               | 1               |                    | 1                  | 0                  |             | -           | -           | 53     | 4      |
| feb.-mar. 2022      | Nižnij Novgorod     | PL                  | 1          | 0          | KR              | 1               | 0               | -                  | -                  | -                  | -           | -           | -           | 2      | 0      |
| set.-ott. 2022      | NorthEast United    | ISL                 | 1          | 0          | SC              | -               | -               | -                  | -                  | -                  | DC          | -           | -           | 1      | 0      |
| Totale carriera     | Totale carriera     | Totale carriera     | 55         | 5          |                 | 6               | 1               |                    | 1                  | 0                  |             | -           | -           | 62     | 6      |

## Palmarès

### Club

#### Competizioni nazionali
- Campionato danese: 1

Midtjylland: 2014-2015